# Paraplymagnolia
Paraplymagnolia (Magnolia tripetala) är en art i familjen magnoliaväxter från östra USA. Arten kan odlas som trädgårdsväxt i södra Sverige.
Arten förekommer från Oklahoma till norra Florida och norrut till Ohio och Pennsylvania. Exemplaren hittas ofta nära vattendrag i skogar. Ibland är grunden klippig.
För beståndet är inga hot kända. IUCN listar arten som livskraftig (LC).

## Synonymer
Kobus tripetala (L.) P. Parmentier
Magnolia australis (Sargent) Ashe
Magnolia australis var. parva (Ashe) Ashe
Magnolia fragrans Rafinesque nom. illeg.
Magnolia frondosa Salisbury
Magnolia glauca (L.) L.
Magnolia glauca var. argentea de Candolle
Magnolia glauca var. latifolia Aiton
Magnolia glauca var. longifolia Aiton
Magnolia glauca var. pumila Nuttall
Magnolia tripetala (L.) L.
Magnolia umbrella Desrousseaux
Magnolia umbrella var. tripetala (L.) P.Parmentier
Magnolia virginiana var. glauca L.
Magnolia virginiana var. grisea L.
Magnolia virginiana var. tripetala L.